# Festival Internacional de Cinema de Berlim 1953
A 3ª edição anual do Festival Internacional de Cinema de Berlim foi realizado entre os dias 18 a 28 de junho de 1953. O festival deste ano não deu nenhum prêmio oficial do júri, em vez disso, os prêmios foram concedidos pelo voto do público. Isso continuou até que a FIAPF concedeu a Berlim como "status A" em 1956.
O Urso de Ouro foi concedido ao filme franco-italiano Le Salaire de la peur pelo voto do público. O festival realizou uma retrospectiva sobre filmes mudos.

## Filmes em competição
Os seguintes filmes competiram pelo prêmio Urso de Ouro:
| † | Vencedor do prêmio principal de melhor filme em sua seção |
| Título                   | Diretor(es)             | País              |
| ------------------------ | ----------------------- | ----------------- |
| Sie fanden eine Heimat   | Leopold Lindtberg       | Suíça Reino Unido |
| Entotsu no mieru basho   | Heinosuke Gosho         | Japão             |
| Le Salaire de la peur    | Henri-Georges Clouzot   | França Itália     |
| Magia verde              | Gian Gaspare Napolitano | Itália            |
| Man on a Tightrope       | Elia Kazan              | Estados Unidos    |
| Processo alla città      | Luigi Zampa             | Itália            |
| Ein Herz spielt falsch   | Rudolf Jugert           | Alemanha          |
| Der Kampf der Tertia     | Erik Ode                | Alemanha          |
| Monsieur Hulot's Holiday | Jacques Tati            | França            |

## Prêmios
Os seguintes prêmios foram concedidos por votos do público:
- Urso de Ouro: Le Salaire de la peur por Henri-Georges Clouzot
- Urso de Prata: Magia verde por Gian Gaspare Napolitano
- Urso de Berlim de Bronze: Sie fanden eine Heimat por Leopold Lindtberg